# Reineta de Caux
Reineta de Caux es el nombre de una variedad cultivar de manzano (Malus domestica). Esta manzana está cultivada en el Principado de Asturias, donde tiene un uso mixto tanto como manzana de mesa y manzana de sidra.

## Sinónimos
- "Manzana Reineta de Caux",[6]
- "Raneta de Caux",
- "Reinette de Caux",
- "Dutch Mignonne",
- "Belle Reinette de Caux",
- "Casseler Reinette",
- "Christ's Golden Reinette",
- "Copmanshorpe Russet",
- "Copmansthorp Crab",
- "Croft Angry",
- "Duitch Mignonne",
- "Dutsch Mignon",
- "Grosse-Reinette Rouge Tiquetee",
- "Hollandische Goldreinette",
- "Hollandischer Mignon",
- "Pater Noster Apfel",
- "Pomme de Laak",
- "Rawle's Reinette",
- "Reinette de Cassel",
- "Reinette de Holland",
- "Reinette Doree",
- "Reinette Doree de Hollande",
- "Reinette Imperatrice",
- "Reinette von Caux",
- "Stettin Pippin",
- "Stettiner Pepping",
- "Thorpe Grabe",
- "Vermillon d'Andalousie".[7]

## Historia
Se cree que la variedad 'Reineta de Caux' se crio en los Países Bajos. Fue llevado a Inglaterra alrededor de 1771 por Thomas Harvey de Catton, Norwich. Fue introducido en 1820 por George Lindley como 'Dutch Mignonne', ya que su verdadero nombre no se conocía, y es el nombre que conserva en Reino Unido.
Asturias presenta unas condiciones de clima y de suelos excelentes para el cultivo del manzano. De hecho, hasta mediados del siglo XX Asturias era la mayor productora de manzana de toda la península ibérica. Sin embargo, esa situación cambió como consecuencia de la aparición de nuevas zonas de cultivo en el nordeste peninsular y, sobre todo, a que en Asturias no se concretaron canales de comercialización adecuados.
'Reineta de Caux' es una variedad oriunda de Holanda. El cultivo del manzano en Asturias en superficies importantes se remonta a principios del siglo XX. Las plantaciones originales se realizaron con variedades indígenas ('Amandi', 'Carapanón', 'Chata Blanca', 'Reineta Caravia', 'Reineta Encarnada de Asturias' y otras), posteriormente se dio paso a otras variedades extranjeras como la 'Reineta Gris de Canadá', la 'Reineta de Caux' o la 'Reineta Roja de Canadá', que son de las más cultivadas actualmente en 2020.
'Reineta de Caux' está considerada incluida en las variedades foráneas muy antiguas, cuyo cultivo se centraba en comarcas muy definidas. Se caracterizaban por su buena adaptación a sus ecosistemas y podrían tener interés genético en virtud de su adaptación. Se encontraban diseminadas por todas las regiones fruteras españolas, aunque eran especialmente frecuentes en la España húmeda. Estas se podían clasificar en dos subgrupos: de mesa y de sidra (aunque algunas tenían aptitud mixta).
'Reineta de Caux' es una variedad clasificada mixta como de sidra y de mesa, difundido su cultivo en el pasado por los viveros comerciales y cuyo cultivo en la actualidad se mantiene, también en huertos familiares y jardines privados.
'Dutch Mignonne' se cultiva en la National Fruit Collection con el número de accesión: 1953 - 047 y Accession name: Dutch Mignonne.

## Características
El manzano de la variedad 'Reineta de Caux' tiene un vigor Medio; tiene un tiempo de floración que comienza a partir del 4 de mayo con el 10% de floración, para el 9 de mayo tiene una floración completa (80%), y para el 15 de mayo tiene un 90% de caída de pétalos; tubo del cáliz alargado y cóncavo, y con los estambres por encima de la media y repartidos alrededor.
La variedad de manzana 'Reineta de Caux' tiene un fruto de tamaño medio; forma esfero cónica a achatada, más rebajada en la parte del ojo, globosa, anchura máxima por su mitad, marcando a veces leve acostillado; piel semi-ruda; con color de fondo verde-amarillo, sobre color débil, siendo el color del sobre color rojo ciclamen, importancia del sobre color bajo, siendo su reparto en chapa / rayas, con chapa suavemente cobriza o exenta de ella, sobre el fondo o chapa, pinceladas irregulares de rojo ciclamen que cubren, en la mayoría, la parte media del fruto, por el contrario, en otros, las pinceladas son casi imperceptibles, acusa punteado abundante y de tamaño variable, entremezclado con rayas y placas ruginosas de color gris verdoso con reflejos canela, y una sensibilidad al "russeting" (pardeamiento áspero superficial que presentan algunas variedades) débil; pedúnculo Medianamente largo, leñoso, liso o levemente pubescente, de color rojizo o canela verdoso, con grosor variado, pero casi siempre semi-fino, más estrecho por su mitad, erguido y curvado, anchura de la cavidad peduncular variable de anchura, profundidad de la cavidad pedúncular siempre profunda, con bordes suavemente ondulados, con chapa ruginosa iniciada o en forma estrellada que rebasa la cavidad, y con importancia del "russeting" en cavidad peduncular media; anchura de la cavidad calicina estrecha o medianamente estrecha, profundidad de la cav. calicina poco profunda a la casi superficial pero de cubeta marcada, con bordes ondulados, a veces, en el fondo, pequeña chapa ruginosa, y con  importancia del "russeting" en cavidad calicina muy débil; ojo mediano, abierto o entreabierto; sépalos cortos, triangulares, convergentes y algunos con las puntas vueltas hacia fuera, de color verde intenso.
Carne de color crema-amarilla con puntos y fibras verdosas; textura crujiente, jugosa; sabor característico de la variedad, agradable; corazón bulbiforme. Eje cerrado o entreabierto. Celdas alargadas, redondas y puntiagudas, cartilaginosas. Semillas grandes y un poco aplastadas.
La manzana 'Reineta de Caux' tiene una época de maduración y recolección tardía a primeros de octubre, madura durante el invierno aguanta varios meses más. Tiene uso mixto pues se usa como manzana de mesa fresca, y también como manzana para elaboración de sidra.

## Ploidismo
Diploide autoesteril, polinización con 'Reine des Reinettes'.